# Viscosia longicaudata
Viscosia longicaudata is een rondwormensoort uit de familie van de Oncholaimidae.